# مدرسه شیخ علیخان زنگنه
مدرسه شیخ علیخان زنگنه مربوط به دوره صفوی است و در تویسرکان، خیابان حافظ غربی، جنب بازار واقع شده و این اثر در تاریخ ۲۱ اردیبهشت ۱۳۷۶ با شمارهٔ ثبت ۱۸۶۶ به‌عنوان یکی از آثار ملی ایران به ثبت رسیده است.
مدرسه شیخ علی خان زنگنه توسط شیخ علی خان به دستور شاه سلیمان صفوی احداث شده است. این مدرسه دارای حیاط مستطیل شکل و پلانی چهار ایوانی و یک طبقه است که اطراف آن ۳۶ حجره متصل به هم قرار دارد و در گذشته و هم‌اکنون محل تحصیل طلاب علوم دینی بوده است.
این مدرسه دارای مسجدی است که در بخش جنوبی آن قرار دارد. کلیه قسمت‌های بنا از آجر و تمامی سقف‌ها با طاق ضربی ساخته شده که از استحکام فوق العاده‌ای برخوردار است. 